# Halo (Jupiter)
Pour les articles homonymes, voir Halo.

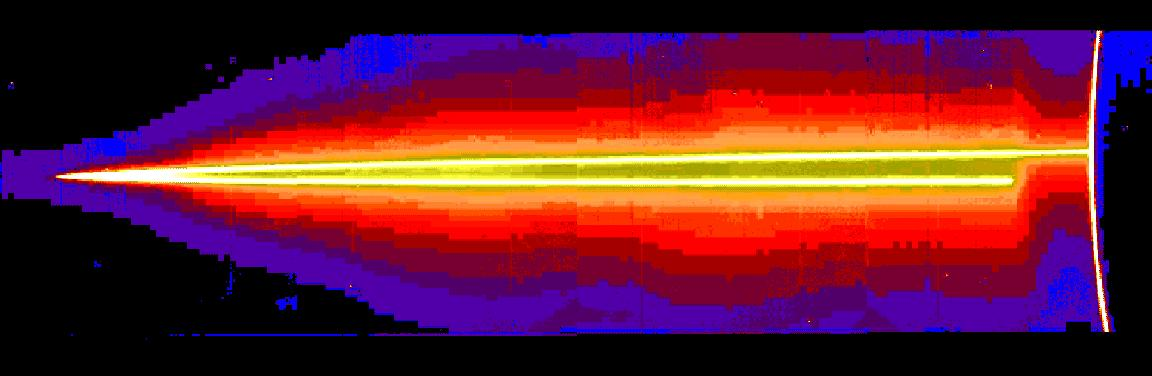

Le halo est un anneau de la planète Jupiter.

## Caractéristiques
Le halo est le plus interne des trois anneaux de Jupiter. Comme son nom l'indique, il s'agit plus d'un anneau diffus que les anneaux généralement trouvés autour des autres planètes gazeuses du système solaire. Il prend en effet la forme d'un tore entourant Jupiter, débutant à 89 400 km du centre de la planète (soit 1,25 fois son rayon) et s'étendant jusqu'à l'anneau principal, à 123 000 km.
Le halo est le plus dense en son centre, sur une épaisseur de 1 000 km.
Cet anneau fut observé pour la première fois lors du survol du système jovien par la sonde Voyager 1 en mars 1979 ; il fut désigné temporairement par 1979 J1R.